# عامل ثابت
عامل ثابت (لهستانی: Constans) یک فیلم درام لهستانی به کارگردانی کشیشتف زانوسی محصول سال ۱۹۸۰ است. از بازیگران آن می‌توان به زوفیا مروزوفسکا، ماوگوژاتا زایاژکوفسکا، ویتولد پیرکوش و یولیوش ماخولسکی اشاره کرد.